# 雷瑞德
雷瑞德（英語：William Louey，1909年7月7日—1962年12月9日），香港商人，九龍巴士創辦人之一。

## 生平
生於澳洲墨爾本，籍貫廣東台山。1933年，鄧肇堅、雷瑞德、雷亮、譚煥堂和林明勳等人創辦九巴，雷瑞德出任九巴總經理。1952年香港市政局選舉時，雷瑞德成功當選為市政局議員。但於次年落選。
雷瑞德曾任香港足球總會會長（1956年-1957年，1958年-1961年）及亞洲足協主席（1956年-1957年）。
1958年12月，雷瑞德被外號「雙槍虎將」的李卓帶領匪徒強行入屋行劫。李卓最後被曾昭科緝捕。1962年12月9日，因心臟病突發逝世。

## 家族後人
雷瑞德有四名子女：雷覺坤、吳雷覺珍、余雷覺雲、雷覺華，孫兒雷禮權（雷覺華兒子）、雷兆光（雷覺坤兒子），孫女雷兆森、雷兆貞（雷覺坤女兒）。

## 家族成員
- 雷瑞德 - 九龍巴士創辦人之一

- - 雷覺坤（1926年-1992年）雷瑞德後裔，香港著名富豪。 (曾任新藝城影業集團主席、九龍巴士公司董事。主要從事公共交通、地產及電影事業。) 
    - 兒子雷兆光（James） = 林靜怡（Jane）
      - Jeremey Lui
      - Jacqueline Lui（女）
      - Jamie Lui（女）

  - 吳雷覺珍
  - 余雷覺雲
  - 雷覺華
    - 雷禮權(William)（雷覺華兒子）1959年8月15日出生 = 利蘊珍
      - 雷正揚
      - 雷正殷（Alexandra Louey）（女）